# 송영주 (1972년)
송영주(宋英株, 1972년 9월 23일, 서울특별시 ~ )은 대한민국의 정치인이다. 2006년 민주노동당 (대한민국) 소속으로 제7대 경기도의회 의원에 당선되었다. 2010년 민주노동당 소속으로 경기도 고양시 4선거구(능곡동,행주동,행신2동)에 출마하여 8대 경기도의원에 당선되었다. 2010년부터 2012년까지 최연소이자 여성 최초로 경기도의회 건설교통위원장을 역임했다. 2020년 3월 기준으로, 민중당 소속으로 제21대 국회의원선거 경기도 고양시 을 지역구에 출마하였다. 송영주는 2021년 11월 8일 2022년 지방선거에서 진보당(현 진보당 경기도당 지방자치위원장) 소속으로 경기도지사 후보 출마를 경기도의회 앞에서 기자회견을 열고 선언하였다.

## 학력
- 2017.02.16 성공회대학교 시민사회복지대학원 사회복지학과 석사 학위 취득

## 경력
- [대표 경력]
- 전) 제7대, 8대 경기도의회 의원 (2006-2014; 8년연임)
- 전) 경기도의회 건설교통위원회 위원장 (2010~2012)
- 2021. ~ 진보당 경기도당 지방자치위원장
- 2020. ~ 진보당 고양시 지역위원회 위원장
- 2007 ~ 2008 민주노총 고양파주지부 부의장
- 2017 ~ 민주노총 고양파주지부 교육위원
- 2017. ~ 고양시 노사민정위원회 위원
- [세부 경력]
- 현) 주민공동체 행주단추[2][3]공동대표
- 현) 청소년공동체 야호[4] 공동대표
- 현) 고양시 민주평화통일자문회의 자문위원
- 현) 고양지역아동센터 푸른학교반디교실 후원회장 (2012. ~ )
- 현) 행신동 반디어린이도서관 후원회장
- 현) 고양 진보연대 자문위원
- 현) 6.15공동선언실천 남측위원회 고양본부 자문위원

- 현) 행신중학교 운영위원 (2021. ~ )
- 전) 민주노동당 경기도당 고양시 위원회 위원장
- 전) 민주노동당 경기도당 민생특별위원회 위원장
- 전) 고양용현초등학교 운영위원장 (2020)
- 전) 고양시 환경운동연합 자문위원
- 전) 고양시 지역아동센터 연합회 자문위원
- 전) 고양시노동권익센터 자문위원
- 전) 경기 비정규직노동센터 이사 (2007.05 ~ 2014.06)
- 전) 경기 장애인 이동권연대 공동대표
- 2006.07 ~ 2010.06 제7대 경기도의회 의원
- 2006 ~ 2010 제7대 경기도의회 소비자정책심의위원회 위원
- 2006 ~ 2010 제7대 경기도의회 여성특별위원회 위원
- 2006.07 ~ 2008.07 제7대 경기도의회 전반기 경제투자위원회 위원
- 2006.07 ~ 2008.07 제7대 경기도의회 전반기 예산결산특별위원회 위원
- 2006.11 ~ 2007.04 제7대 경기도의회 빈부격차완화대책특별위원회 위원
- 2006.07 ~ 2010.06 제7대 경기도의회 후반기 경제투자위원회 위원
- 2007.04 ~ 2007.04 제7대 경기도의회 FTA대책특별위원회 위원
- 2007.06 ~ 2007.09 제7대 경기도의회 경기도미술관부실공사진상조사특별위원회 위원
- 2007 ~ 2008 민주노총 고양파주지부 부의장
- 2008 ~ 전)친환경무상급식추진 경기도운동본부 공동대표
- 2008 ~ 2010 경기도 교통약자 이동편의증진조례제정을 위한 연대회의[5] 공동대표
- 2008.07 ~ 2010.06 제7대 경기도의회 후반기 예산결산특별위원회 위원
- 2009 ~ 고양여성정책포럼[6] 공동대표
- 2009 ~ 2011 민주노동당 경기도당 부위원장
- 2010.07 ~ 전)경기도 교통약자 이동권연대 공동대표
- 2010.07 ~ 2014.06 제8대 경기도의회 의원
- 2010.07 ~ 2012.07 제8대 경기도의회 전반기 건설교통위원회 위원장
- 2011 통합진보당 경기도당 고양시 지역위원회 위원장
- 2012.07 ~ 2014.06 제8대 경기도의회 후반기 여성가족평생교육위원회 위원
- 2012.07 ~ 2014.06 제8대 경기도의회 후반기 예산결산특별위원회 위원
- 2013.03 ~ 2013.03 제8대 경기도의회 경기도뉴타운대책특별위원회 위원
- 2014.04 ~ 민주노총 전국학교비정규직노동조합 명예 조합원
- 2017 ~ 민주노총 고양파주지부 교육위원
- 2020.06 ~ 진보당 고양시 지역위원회 위원장
- 2021. ~ 진보당 경기도당 지방자치위원장

## 수상
- <수상>2014 전국여성지방의원네트워크 생활정치 최우수의원상[7]
- <수상>2013 한국매니페스토실천본부, 매니페스토 약속대상 (공약 최종이행평가) 대상[8]
- <수상>2012 한국매니페스토실천본부, 매니페스토 약속대상 (공약 이행평가) 우수상[8]
- <수상>2011 한국매니페스토실천본부, 매니페스토 약속대상 (공약 이행평가) 최우수상[8]
- <수상>2010 경기도청공무원노동조합 보관됨 2016-10-27 - 웨이백 머신 의정활동 우수도의원[9]
- <수상>2010 한국매니페스토실천본부, 매니페스토 약속대상(좋은 공약평가) 최우수상[8]
- <수상>2010 전국여성지방의원네트워크 보관됨 2021-12-03 - 웨이백 머신 생활정치 최우수의원상[10]
- <수상>2008년 경기시민사회단체가 선정한 행정사무감사 우수의원
- <수상>2007년 경기도청 공무원이 선정한 의정활동 최우수의원
- <수상>2007년 연합뉴스가 선정한 주목받는 도의원
- <수상>2007년 뉴스메이커가 선정한 차세대 여성정치인
- <수상>2007년 행정사무감사 베스트의원
- <수상>2006년 행정사무감사 베스트의원

## 역대 선거 결과
|  | 10.85% |

|  | 42.33% |

|  | 17.65% |

|  | 3.01% |

|  | 13.38% |

|  | 1.73% |

|  | 0.24% |

## 참고 자료
- 공식 블로그
- 송영주 유튜브
- 송영주 - 페이스북